# Franz von Suppé
Franz von Suppé (18 de abril de 1819 – 21 de maio de 1895) foi um compositor e maestro austríaco do Romantismo.

## Vida e educação
Francesco Ezechiele Ermenegildo Cavaliere Suppé Demelli nasceu em 1819 em Split, Dalmácia, descendente de uma família belga que provavelmente emigraram no século XVIII. Era um parente afastado de Gaetano Donizetti.
Passou a infância em Zadar, onde teve suas primeiras lições musicais e começou a compor em idade precoce. Ainda adolescente em Cremona, Suppé estudou flauta e harmonia. Sua primeira composição é uma missa católica romana, que estreou numa igreja franciscana em Zadar, em 1832. Suppé era também cantor, fazendo a sua estreia no papel de Dulcamara no Elixir de Amor de Donizetti na Sopron Theater em 1842.
Ele foi convidado para Viena por Franz Pokorny, o diretor do Theater in der Josefstadt, depois de estudar com Ignaz von Seyfried e Simon Sechter, onde teve a oportunidade de apresentar suas próprias óperas.
Franz von Suppé morreu em Viena em 21 de maio de 1895.

## Obras
Duas óperas cómicas foram realizadas no Metropolitan Opera, de Nova Iorque, Boccaccio e Donna Juanita, mas não se tornaram obras de repertório. Compôs cerca de 30 operetas, 180 farsas, ballets, e outras. As aberturas, especialmente de Leichte Kavallerie (Cavalaria Ligeira) e Dichter und Bauer (Poeta e o Camponês), são utilizados em todos os tipos de trilhas sonoras para filmes, desenhos animados , anúncios publicitários. Algumas das suas óperas são realizadas regularmente na Europa, como Peter Branscombe.
Suppé mantinha ligações com a sua terra natal, a Dalmácia, ocasionalmente visitando Split, Zadar, e Šibenik. Algumas de suas obras estão relacionadas com a Dalmácia, em especial a sua opereta The Mariner's Return, a ação decorre em Hvar. Escreveu um Requiem para o diretor do teatro Franz Pokorny, três missas, canções, sinfonias, concertos e aberturas.

### Lista das obras
Ópera
- Virginia - ópera - 1837 - (Libretto: Ludwig Holt)
- Gertrude della valle - ópera - 1841 - (Libretto: G. Brazzanovich)
- Des Matrosen Heimkehr - ópera Romântica, dois actos, - 4. Maio 1885 - Hamburgo (Libretto: A. Langner)
- Dinorah, oder Die Turnerfahrt nach Hütteldorf - ópera, três actos (de Giacomo Meyerbeer) - 4. Maio 1865 - Carltheater em Viena (Libretto: F. Hopp)
- Paragraph 3 - ópera, três actos - 8. Janeiro 1858 - Wiener Hofoper (Libretto: M. A. Grandjean)
- Dame Valentine, oder Frauenräuber und Wanderbursche - Singspiel, três actos - 9. Janeiro 1851 - Theater an der Wien (Texto: Karl Elmar)
- Das Mädchen vom Lande - ópera, três actos - 7. Agosto 1847 - Theater an der Wien (Libretto: adaptado de Karl Elmar)

Comédia
- Jung lustig, im Alter traurig, oder Die Folgen der Erziehung - Comédia com canções, três actos - 5. Março 1841 (Texto: C. Wallis)
- Sie ist verheiratet - Comédia com canções, três actos- 7. Novembro 1845 - (Texto: Fr. Kaiser)
- Unterthänig und unabhängig, oder Vor und nach einem Jahre - Comédia com canções, três actos - 13. Outubro 1849 - (Texto: Karl Elmar)
- Dichter und Bauer - Comédia com canções, três actos - 24. Agosto 1846 (Komplettfassung 1900) -  (Texto: Karl Elmar)

Opereta
- Das Modell
- Die Jagd nach dem Glück
- Bellmann
- Pique Dame (Suppé)[2]
- Die Afrikareise
- Das Herzblättchen
- Der Gascogner
- Donna Juanita
- Boccaccio
- Der Teufel auf Erden
- Fatinitza
- Die Frau Meisterin
- Tantalusqualen
- Lohengelb, oder Die Jungfrau von Dragant (Tragant)
- Can(n)ebas
- Fünfundzwanzig Mädchen und kein Mann
- Die schöne Galathée
- Leichte Kavallerie, oder Die Töchter der Puszta (MP3) (MIDI)
- Die Freigeister
- Banditenstreiche
- Das Pensionat
- Die Kartenschlägerin
- Zehn Mädchen und kein Mann
- Die flotten Burschen
- Das Corps der Rache
- Franz Schubert
- Ein Morgen, ein Mittag und ein Abend in Wien - Lustspiel

Farsa
- Der Krämer und sein Kommis
- Die Hammerschmiedin aus Steyermark, oder Folgen einer Landpartie
- Martl, oder Der Portiunculatag in Schnabelhausen
- Des Teufels Brautfahrt, oder Böser Feind und guter Freund
- Gervinus, der Narr von Untersberg, oder Ein patriotischer Wunsch
- Der Dumme hat's Glück
- Wo steckt der Teufel?

Vaudeville
- Marie, die Tochter des Regiments
- Die Müllerin von Burgos

Outras obras
- S'Alraunl - Romantisches Märchen
- Der Tannenhäuser
- Joseph Haydn (Musikporträt)
- Die Wette um ein Herz, oder Künstlersinn und Frauenliebe
- Stumm, beredt und verliebt
- Die Bestürmung von Saida
- Der Pfeilschütz in Lerchenfeld, die Hochzeit am Neubau und das Testament in der Josefstadt
- Der Komödiant, oder Eine Lektion Liebe
- Der Mulatte - ?
- Das grüne Band
- Rokoko
- Ein Sommernachtstraum
- Das Armband
- Dolch und Rose, oder Das Donaumädchen
- Zum ersten Male im Theater
- Die Champagnerkur, oder Lebenshaß und Reue
- Der Nabob
- Die Industrieausstellung I
- Die Gänsehüterin, oder Hans und Gretchen
- Die Schule der Armen, oder Zwei Millionen
- Hier ein Schmied, da ein Schmied, noch ein Schmied und wieder ein Schmied
- Die Liebe zum Volke, oder Arbeit
- Die Industrieausstellung II
- Die Heimfahrt von der Hochzeit
- Die Irrfahrt um's Glück
- Die weiblichen Jäger
- Die Bernsteinhexe
- Trommel und Trompete
- Das Bründl bei Sievering, oder Ein Blick in die Zukunft
- Lord Byron
- Der Werkelmann und seine Familie
- Die Kathi von Eisen
- Die Zauberdose, oder Um zehn Jahre zu spät
- Die Pariserin, oder Das heimliche Bild
- Der große Unbekannte
- Die goldene Gans
- Dichter und Bauer
- Sieg der österreichischen Volkshymne - Tongemälde, op. 45

Marchas, valsas e polcas
- Oh Du mein Österreich
- Ruhe, müder Wanderer - Lied
- Einzugsmarsch aus "Prinz Liliput" -
- Herrjegerle-
- Coletta-Walzer
- In der Hinterbrühl
- Tiroler Tanz und Frischka
- Le Voyage en Afrique
- L'Orientale - Polnische
- Bellmann-Marsch
- Romankapitel
- Glückswalzer
- Erzherzog Wilhelm-Marsch
- Danza delle Chizzotte
- Liebeswalzer

Música sacra
- Missa Dalmatica
- Missa pro defunctis - Requiem

## Literatura
- Hans-Dieter Roser: Franz von Suppé: Werk und Leben. Edition Steinbauer, Wien 2007, ISBN 978-3-902494-22-1
- Hans-Dieter Roser, "'Chacun à son gout!': Cross-Dressing in der Wiener Operette 1860-1936", in: Kevin Clarke (Hg.): Glitter and be Gay: Die authentische Operette und ihre schwulen Verehrer. Männerschwarm, Hamburg 2007, S. 41-59, ISBN 978-3-939542-13-1